# Prießnitz
 (novembre 2024).
Si vous disposez d'ouvrages ou d'articles de référence ou si vous connaissez des sites web de qualité traitant du thème abordé ici, merci de compléter l'article en donnant les références utiles à sa vérifiabilité et en les liant à la section « Notes et références ».
Prießnitz est un village et une ancienne commune de l'arrondissement du Burgenland, en Saxe-Anhalt, en Allemagne. Depuis le 1er janvier 2010, il fait partie de la ville de Naumburg.